# 印侯
印侯（いんこう、인후、1250年 - 1311年）は、高麗の宮廷に仕えたモンゴル人の文官。荘穆王后の従臣。朝鮮の氏族の延安印氏の始祖である。
本来のモンゴル名はクラ（忽剌）では、忠烈王に降嫁したクビライの娘のクトゥルク・ケルミシュ（荘穆王后）の「家の子郎党（ゲルン・コウン）」として高麗宮廷に入った。
昭勇大将軍鎮辺万戸、副知密直、判密直知都僉議賛成事、光政事参知機務、重大匡僉議侍郎賛成事判兵曹監察司事、咨議都僉議司事平壌君、僉議密直、検校政丞を歴任した。また、忠勤輔佑功臣の称号を得る。